# Frank Cordes (Handballspieler)
Frank Cordes (* 16. Januar 1971 in Neustadt) ist ein ehemaliger deutscher Handballspieler. Der 1,92 Meter große Rechtshänder spielte im linken Rückraum.
Frank Cordes begann mit dem Handball beim VfL Bad Schwartau. Über den damaligen Regionalligisten TS Riemann Eutin kam er 1994 für eine Saison zum Bundesligisten THW Kiel, mit dem er 1995 die Deutsche Meisterschaft gewann. Anschließend spielte Cordes über zehn Jahre bei verschiedenen Erst- und Zweitligisten, u. a. bei der SG Wallau/Massenheim und dem VfL Fredenbeck.
Zuletzt spielte Cordes in der Regionalliga beim VfL Horneburg. Er bestritt bis zu seinem Karriereende 2007 fast 1000 Spiele.